# Tuffi ai XXI Giochi del Commonwealth - Trampolino 3 metri maschile
Il concorso dei tuffi dal trampolino 3 metri maschile dei Giochi del Commonwealth di Gold Coast si è svolto il 12 aprile 2018.

## Risultati
In verde sono indicati i finalisti
| Class | Atleta                | Preliminare | Preliminare | Finale          | Finale          |
| Class | Atleta                | Punti       | Class       | Punti           | Class           |
| ----- | --------------------- | ----------- | ----------- | --------------- | --------------- |
|       | Jack Laugher          | 396.40      | 5           | 519.40          | 1               |
|       | Philippe Gagné        | 448.40      | 1           | 452.70          | 2               |
|       | James Connor          | 389.55      | 8           | 438.50          | 3               |
| 4     | Ross Haslam           | 404.10      | 3           | 432.45          | 4               |
| 5     | James Heatly          | 390.05      | 7           | 420.30          | 5               |
| 6     | Matthew Carter        | 436.25      | 2           | 409.00          | 6               |
| 7     | François Imbeau-Dulac | 397.80      | 4           | 401.55          | 7               |
| 8     | Jack Haslam           | 329.70      | 12          | 389.00          | 8               |
| 9     | Yona Knight-Wisdom    | 365.85      | 10          | 377.30          | 9               |
| 10    | Ooi Tze Liang         | 370.10      | 9           | 373.75          | 10              |
| 11    | Chew Yiwei            | 391.75      | 6           | 347.20          | 11              |
| 12    | Aidan Heslop          | 352.80      | 11          | 285.15          | 12              |
| 13    | Mark Lee              | 329.00      | 13          | Did not advance | Did not advance |
| 14    | Anton Down-Jenkins    | 326.70      | 14          | Did not advance | Did not advance |
| 15    | Liam Stone            | 325.95      | 15          | Did not advance | Did not advance |
| 16    | Ahmad Amsyar Azman    | 325.15      | 16          | Did not advance | Did not advance |
| 17    | Kurtis Mathews        | 286.35      | 17          | Did not advance | Did not advance |